# اسمیگیل
اسمیگیل (به لاتین: Śmigiel) یک شهر و گمینا در لهستان است که در گمینا شمیگیل واقع شده‌است. اسمیگیل ۵٫۲ کیلومتر مربع مساحت و ۵٬۴۵۲ نفر جمعیت دارد.